# Bayárcal (kommunhuvudort)
Bayárcal är en kommunhuvudort i Spanien.   Den ligger i provinsen Provincia de Almería och regionen Andalusien, i den södra delen av landet, 400 km söder om huvudstaden Madrid. Bayárcal ligger 1 267 meter över havet och antalet invånare är 296.
Terrängen runt Bayárcal är kuperad åt sydost, men åt nordväst är den bergig. Terrängen runt Bayárcal sluttar söderut. Runt Bayárcal är det glesbefolkat, med 19 invånare per kvadratkilometer. Närmaste större samhälle är Alcolea, 6,9 km söder om Bayárcal. Omgivningarna runt Bayárcal är i huvudsak ett öppet busklandskap.